# Phronima solitaria
Phronima solitaria is een vlokreeftensoort uit de familie van de Phronimidae. De wetenschappelijke naam van de soort is voor het eerst geldig gepubliceerd in 1836 door Guérin-Méneville.